# Bruno Fjelstrup
Marc-Bruno Stellan Fjelstrup (født 13. maj 1943) var en dansk advokat. 
Fra 1975 til 1977 var han landsformand for Centrum-Demokraterne, som han også var medstifter af. Han var opstillet for Centrum-Demokraterne til Folketingsvalgene fra 1975 til 1984. I 1975, 1977 og 1979 i Fredensborgkredsen i Frederiksborg Amtskreds, i 1981 i Frederiksværkkredsen i Frederiksborg Amtskreds og i 1984 i Vesterbrokredsen og Slotskredsen i Vestre Storkreds. 
Bruno Fjelstrup var meget interesseret i cykelsport og i 1977 og ét år frem var han formand for Danmarks Cykle Union. 
I en længere årrække var Bruno Fjelstrup også betyrelsesmedlem/formand i og advokat for det selskab, Københavns Vinterbane A/S, der arrangerede de årlige 6-dages løb i udstillingshallen Forum på Frederiksberg.
Desuden var han politisk udpeget dommer til Rigsretten. 
Han var stedfar til den dræbte rocker Claus Bork Hansen.